# Youssoufia Berrechid
Club Athletic Youssoufia Berrechid – marokański klub piłkarski z siedzibą w Berrechid. W sezonie 2020/2021 gra w GNF 1.

## Opis
Klub został założony w 1927 roku. Jego najlepszym wynikiem w lidze było 7. miejsce w sezonie 2018/2019, zaś w pucharze kraju 1/16 finału w 2015 roku. Zespół jeden raz wygrał GNF 2 – stało się to w sezonie 2017/2018. Klubem rządzi Noureddine Elbeidi. Trenerem drużyny jest Abderrahim Nejjar, który pełni tę funkcję od 20 sierpnia 2020 roku. Drużyna gra na Stade Municipal de Berrechid, który może pomieścić 5000 widzów.